# Aracaju
Aracaju és la capital de l'estat brasiler de Sergipe. Es localitza en les ribes de l'oceà atlàntic, delimitada pels rius Sergipe i Poxim. La seva població el 2024 s'estima en 628.849 habitants, que puja fins als 1.070.122 incloent les zones suburbanes adjacents.

## Topònim

Possible origen en tupí ará, gènere d'aus, i akaîu, arbre de l'anacard. Tots dos termes es troben en relació genitiva, que dona la idea d'origen, pertinença i dona lloc a la inversió dels termes (tal com indiquen les fletxes).

Segons Eduardo Navarro, al seu Dicionário de Tupi Antigo (2013), el topònim "Aracaju" pot provenir del terme tupí' arákaîu, que significa "anacard de l'ara" (ará, gènere d'ocells + akaîu, anacard, formant una relació genitiva) traduït directament del tupí és anacard (o cajueiros, en plural) dels ares. Theodoro Sampaio, a la seva Tupi na Geografia Nacional, dóna una etimologia semblant: anacard dels lloros.
Es diu que en el passat, l'avui anomenada Avenida Ivo do Prado, antiga Rua da Aurora, era un carrer que va servir de base perquè es projectessin tots els altres del centre de la ciutat, formant una quadrícula; el centre de la qual era l'actual plaça Olímpio Campos, o plaça de la Catedral. Al llarg d'aquest carrer hi havia diversos anacards i alguns lloros i guacamais paraven a les branques per menjar i descansar.

## Història
Abans de l'arribada dels europeus, la costa que s'estenia al sud de la desembocadura del riu São Francisco era habitada per pobles indígenes que parlaven l'extint idioma no classificat boimé (també escrit poyme).
En la dècada del 1530, els portuguesos van iniciar la colonització del Brasil i van crear les primeres divisions administratives, anomenades capitanies. L'any 1590 es va fundar São Cristóvão (el 4t municipi més antic del Brasil) a pocs quilòmetres al sud d'Aracaju. La localitat va ser designada capital de la nova capitania de Sergipe, depenent de la de Baía de Todos os Santos.

El territori de l'actual Aracaju, es trobava en una sesmaria donada per la corona portuguesa a Pero Gonçalves, cap al 1602. La regió constava de 160 km de costa amb petits pobles de pescadors. L'any 1699 es va registrar un poble anomenat Santo Antônio de Aracaju. Es trobava a la desembocadura del riu Sergipe a l'oceà Atlàntic, i va ser fundat per João Mulato, un indígena brasiler. L'assentament va créixer poc al segle xviii, quan encara formava part de la parròquia de Nossa Senhora do Perpétuo Socorro do Tomar do Cotinguiba.

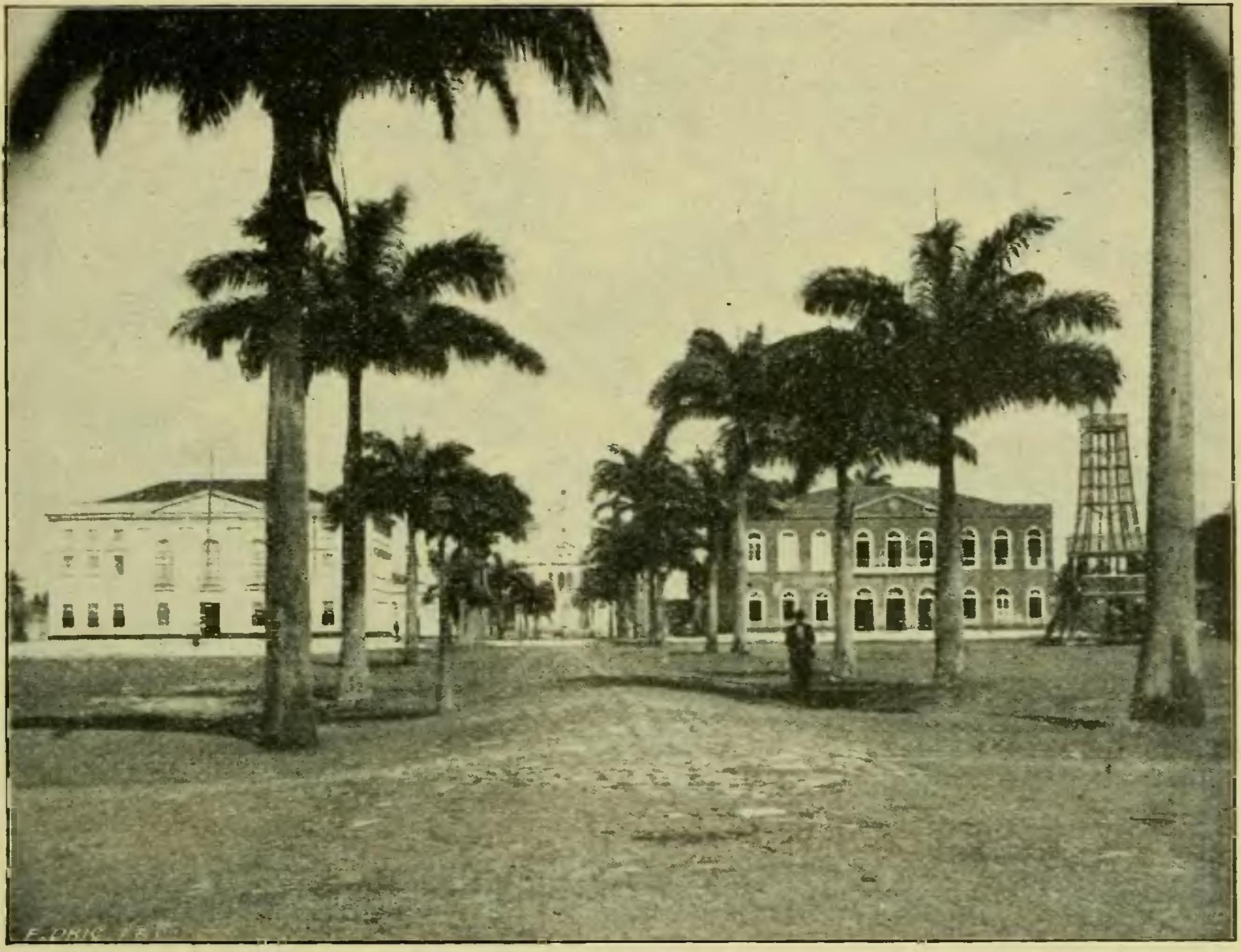
Vista de la ciutat d'Aracaju (c. 1903)

L'any 1820, Sergipe s'escindeix de Bahia. La capital sergipana, São Cristóvão, acusava nombroses dificultats logístiques, principalment per la seva ubicació allunyada de la costa. A la ciutat hi havia un petit port fluvial, i només donava servei a embarcacions petites. Com a resultat, els grans vaixells de mercaderies no podien atracar a Sergipe. Els funcionaris governamentals de la província van començar la recerca de terres per a una nova capital a la dècada del 1850 i Aracaju, ubicat prop de la desembocadura del riu Sergipe, va ser un gran punt d'interès. El govern de l'estat va construir-hi un port a la platja d'Atalaia i hi va traslladar la duana i l'Oficina Provincial d'Hisenda. També van construir-hi una oficina de correus i una subestació de policia. Així, la capital de Sergipe es va desplaçar de São Cristóvão a Aracaju el 17 de març de 1855.
Centre del poder polític-administratiu, la Praça do Palácio (actualment plaça Fausto Cardoso) va ser el punt de partida del creixement de la ciutat, ja que tots els carrers estaven ordenats geomètricament per acabar al riu Sergipe. L'any 1900 es va començar a pavimentar amb llambordí i es van fer obres d'embelliment i sanejament. Ja a partir de la dècada del 1970, la ciutat va créixer a partir de projectes d'habitatge allunyats de Centro. Des de la dècada del 2000, Aracaju va començar a fer-se més dens i a créixer verticalment. S'ha criticat el creixement desordenat dels darrers anys, que provoquen problemes circulatoris i de sanejament bàsic.

## Geografia

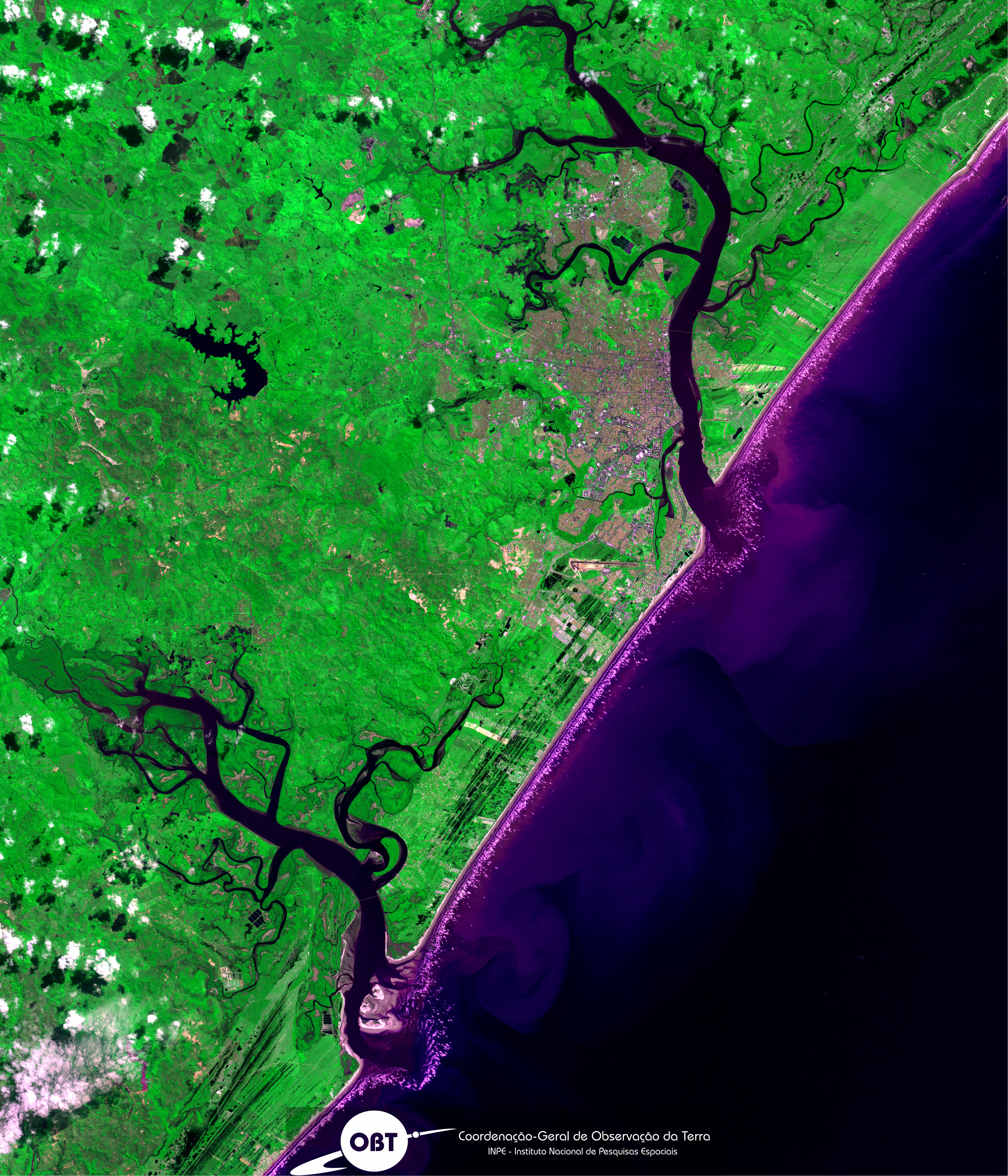
Imatge de satèl·lit d'Aracaju

Segons la divisió regional vigent des de 2017, establerta per l'IBGE, el municipi pertany a les Regions Intermèdia i Immediata d'Aracaju. Fins aleshores, amb les divisions vigents en microregions i mesorregions, formava part de la microregió d'Aracaju, que al seu torn estava inclosa a la mesorregions del Sergipano Oriental.
El sòl de la ciutat estava compost principalment per sorra i, en zones d'estuari (com als barris de Salgado Filho, Grageru, São José, Porto Dantas i Coroa do Meio), era un manglar, constantment inundat. Avui dia, una gran part del manglar està coberta per formigó a diversos punts de la ciutat. La vegetació original i el manglar, que es trobava principalment a la vora del riu Sergipe, estan gairebé completament enterrats.
Al nord de la ciutat es troben les zones més altes, amb èmfasi en el turó Urubu, que té una altitud màxima d'aproximadament 100 m. A prop hi ha diversos turons que donen un caràcter accidental al relleu local, com és el cas dels barris de Cidade Nova i Dezoito do Forte. Els edificis de poca altura faciliten la circulació de l'aire, ajudant a pal·liar les altes temperatures que afecten la ciutat la major part de l'any. Contràriament al que passa a les capitals costaneres, la densitat urbana de la capital es troba a la riba de l'estuari del riu Sergipe i els seus afluents. A primera línia de mar, hi ha hotels i cases de vacances situats als barris Atalaia, Coroa do Meio i la zona d'Expansão, barrejant-se amb la creixent urbanització residencial d'aquestes zones en les dues últimes dècades.
Les unitats que conformen el marc morfològic són les safates sedimentàries, plana fluvial-marina i plana marina. Relleu dessecat de tipus turó. Aprofundiment del drenatge molt feble i ampliació de les seves formes. Els altiplans sedimentaris són un conjunt de cotes baixes, en forma de taula, separades per valls de fons pla, on es desenvolupen àmplies planes inundables. El terreny pla fa que la bicicleta sigui molt adequada, ja que aquest és el mitjà de transport que fomenta l'Ajuntament. Escollir una bicicleta ajuda a reduir la congestió i allibera el transport públic. Malgrat això, la bicicleta continua sent un mitjà de transport per a les classes més baixes. Hi ha uns grans carrils bici a la ciutat. Les més antigues es troben a l'avinguda Augusto Franco, a l'avinguda Beira Mar, i més recentment, a l'avinguda São Paulo (cap als barris més perifèrics), i a la platja de l'Atalaia.

## Subdivisions
El municipi d'Aracaju consta actualment d'una sola seu dels districtes.

Erròniament, alguns complexos d'habitatges d'Aracaju sovint s'anomenen barris, ateses les seves grans dimensions territorials. Alguns exemples són: Augusto Franco (a Farolândia), Sol Nascente, JK, Santa Lúcia (a Jabotiana), Dom Pedro i Agamenon Magalhães (a José Conrado).

## Infraestructures

### Salut

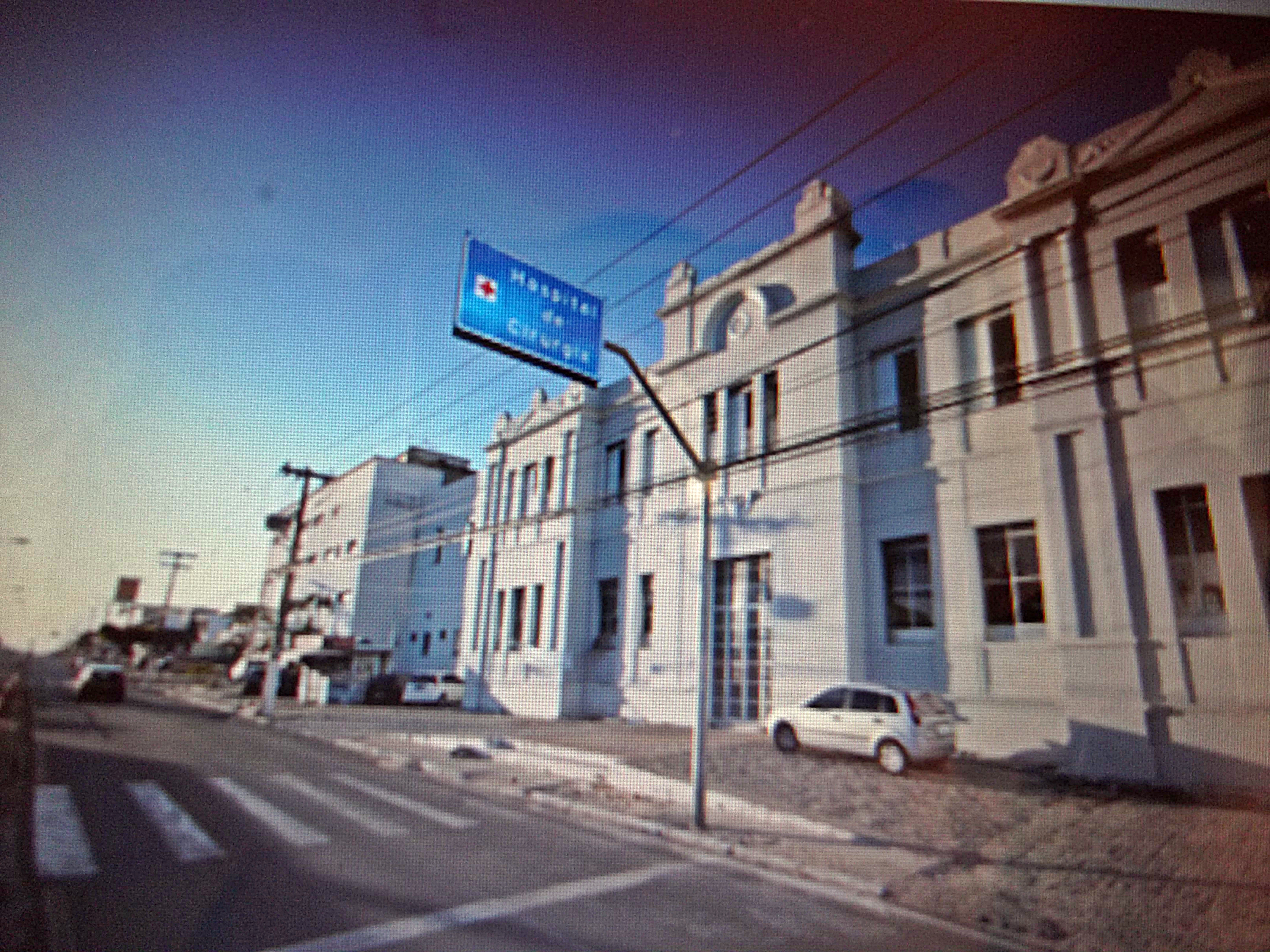
Hospital Cirurgia d'Aracaju

La salut a Aracaju està gestionada per l'Àrea de Salut Municipal, que planifica i executa les actuacions a la zona, d'acord amb els principis del Sistema Único de Saúde (SUS). Hi ha quatre establiments sanitaris públics amb hospitalització i setze establiments sanitaris privats amb hospitalització. Hi ha 2.491 llits, dels quals 2.053 estan disponibles per al Sistema Únic de Saude (2002, IBGE). La ciutat té 44 unitats de salut familiar del Programa de salut familiar (PSF). El 16,81 per cada mil nens nascuts vius moren abans de complir un any.

### Transport

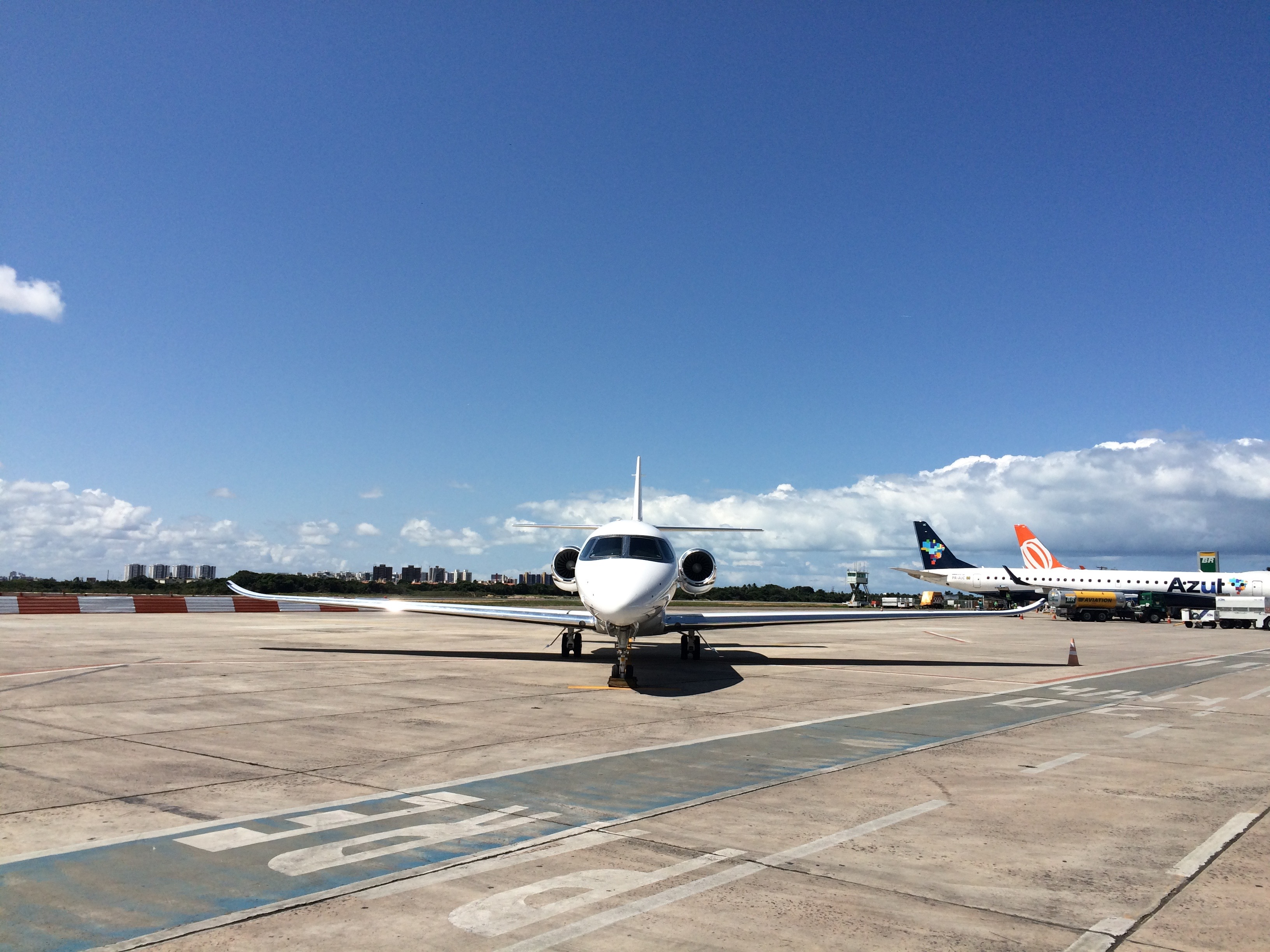
Vista de l'Aeroport de Santa Maria

#### Aeri
Aracaju és servit per l'Aeroport de Santa Maria, un aeroport comercial nacional. Data de 1952 i va entrar en funcionament l'any 1958. L'aeroport està situat al barri de Santa Maria de la ciutat i es troba a 12 km del centre d'Aracaju. Compta amb 24 vols diaris des de les ubicacions més variades. Les destinacions directes diàries (sense escala/connexió) són: Brasília (BSB), Recife(REC), Rio de Janeiro (GIG), São Paulo (CGH/GRU), Campinas (VCP) i Salvador (SSA).

#### Carreteres
Aracaju es troba al segment nord de la BR-101, una de les principals carreteres longitudinals nord-sud al Brasil. També és el punt més oriental de la BR-235, una carretera incompleta que es preveu que vagi des d'Aracaju a l'oest fins a Novo Progresso, Pará.